# Абу Ташуфин III
Абу Ташуфин III ибн Абу Абдалла, или Абу Ташуфин III (ум. 1470) ― двадцать первый правитель Тлемсена из династии Абдальвадидов (1470).

## Биография
Абу Ташуфин III (прозванный «Молодым») сменил на престоле Тлемсена своего отца Абу Абдаллу III примерно в 1470 году. Он правил очень недолго (по данным разных хроник, сорок дней либо четыре месяца) и был свергнут своим братом Абу Абдаллой Мухаммадом ат-Табити.